# Necho II.
Necho II. (auch Nechao, Nekos, Neko) regierte als zweiter Pharao (König) der Saïten-Dynastie (26. Dynastie) von 610 bis 595 v. Chr. Er war der Sohn von Psammetich I. Aus einer Inschrift einer Serapeumstele geht hervor, dass der heilige Apis-Stier im 16. Regierungsjahr von Necho II. am 16. Februargreg. (6. Pa-en-Ipet) 595 v. Chr. starb und am 21. Aprilgreg.(10. Ka-her-ka) beigesetzt wurde.

## Herrschaft
Der assyrische König Aššur-uballiṭ II. sah sich 610 v. Chr. verstärkten Angriffen des babylonischen Königs Nabopolassar ausgesetzt, der seit Juni (Simanu) auf seinem Vormarsch zahlreiche assyrische Ortschaften eroberte. Aššur-uballiṭ II. hatte deshalb Psammetich I. um militärische Hilfe ersucht. Kurz vor dem Abmarsch des ägyptischen Heeres verstarb Psammetich I. in der östlichen Nildelta-Garnison Daphne. Die Einbalsamierung von Psammetich I. soll ebenfalls noch in Daphne vorgenommen worden sein. Der ungefähre Todeszeitpunkt von Psammetich I. konnte wegen der ersten belegten Verlautbarung seines Sohnes als Pharao ermittelt werden, die auf den 24. Augustgreg. (12. Peret IV) datiert. Psammetich I. verstarb daher wohl kurz davor.
Einen Monat später fand die Sonnenfinsternis vom 23. September (12. Schemu I) statt. Der Zeitpunkt der Sonnenfinsternis ist in der altägyptischen Geschichte hinsichtlich ihres Termins einzigartig, da sie mit dem Beginn der Feierlichkeiten des Amun-Re-Festes zusammenfiel. Die Sonnenfinsternis begann am frühen Vormittag und endete kurz vor Mittag. Der Kernschatten verlief allerdings über Spanien und Frankreich, weshalb im Alten Ägypten das Naturschauspiel den Charakter einer partiellen Sonnenfinsternis hatte.

### Feldzüge

#### Erster Feldzug
Necho II. muss nach dem Ende des Amun-Re-Festes aufgrund der von Aššur-uballiṭ II. angeforderten Hilfe mit einer kleineren Truppeneinheit nach Assyrien aufgebrochen sein. Der babylonischen Chronik ist zu entnehmen, dass die Meder gemeinsam mit dem babylonischen König Nabopolassar in dessen 16. Regierungsjahr im November (Araḫsamna) 610 v. Chr. die Stadt Harran angegriffen hatten. Necho II. unterstützte den assyrischen König in den nächsten drei Monaten im Kampf gegen das neubabylonische Reich.
Die Stadt Harran war jedoch nicht mehr zu halten, weshalb Necho II. und Aššur-uballiṭ II. mit ihrem Heer über den Euphrat übersetzen und ihrerseits zunächst weitere Aktionen abwarteten. In der Zwischenzeit plünderten die medischen und babylonischen Kampfverbände Harran. Im März (Addaru) des Jahres 609 v. Chr. beruhigten sich offenbar die Kampfhandlungen, so dass Nabopolassar zurück nach Babylon zog und die Meder Harran verließen.

#### Zweiter Feldzug
Necho II. nutzte die Kampfpause und stellte seinerseits in Ägypten ein größeres Heer zusammen. Im Juni des Jahres 609 v. Chr. brach der Pharao erneut in Richtung des Euphrats auf. Joschija wollte mit seiner Armee in der Nähe von Megiddo Necho II. wohl am Durchzug hindern, da der König von Juda nicht gewillt war, als Vasall unter altägyptischer Oberhoheit zu fungieren. Die Ebene bei Megiddo war seit jeher der Austragungsort verschiedener militärischer Auseinandersetzungen; so führte beispielsweise auch Thutmosis III. dort die Schlacht bei Megiddo. Ob es zwischen den Armeen von Necho II. und Joschija zu einem Kampf kam, bleibt unklar.
Das 2. Buch der Könige berichtet nur über den Tod des Joschija. Die näheren Umstände bleiben dabei unerwähnt: In seinen Tagen unternahm der Pharao Necho, der König von Ägypten, einen Kriegszug gegen den König von Aššur an den Euphrat. König Joschija stellte sich ihm entgegen. Doch der Pharao tötete ihn bei Megiddo, sobald er ihn sah. (2 Kön 23,29 ). Joschija wurde nach seinem Tod von den Seinen von der Ebene bei Megiddo nach Jerusalem gebracht und dort begraben (2 Kön 23,30 ).
Die Version einer militärischen Auseinandersetzung fand erst durch Ergänzung eines Redaktors Eingang in das 2. Buch der Chronik (2 Chr 35,22 ). Joschija starb im 2. Buch der Chronik nicht bei Megiddo, sondern erlag seinen Verletzungen in Jerusalem (2 Chr 35,24 ). Im Juli (Du’uzu) vereinigte sich das ägyptische Heer am Euphrat mit den restlichen Kontingenten des Aššur-uballiṭ II. Anschließend setzte sich die ägyptisch-assyrische Allianz nach Harran in Bewegung. Nach der Eroberung einer babylonischen Garnison nahe Harran folgten bis zum September (Ululu) mehrere Angriffe, ohne jedoch Harran einnehmen zu können.
Der babylonische König Nabopolassar unterstützte zeitgleich seine Truppen durch einen Feldzug in die benachbarten Regionen von Izalla und Urartu. Nach der Zerstörung mehrerer Ortschaften kehrte Nabopolassar kurze Zeit später wieder nach Babylon zurück. In der babylonischen Chronik werden Aššur-uballiṭ II. und Necho II. nach Nabopolassars Feldzug im September des Jahres 609 v. Chr. nicht mehr erwähnt. Es bleibt deshalb unklar, was mit Aššur-uballiṭ II. geschah. Da keine weiteren Kampfhandlungen protokolliert sind, wird Necho II. im Herbst nach Ägypten aufgebrochen sein. Auf seinem Rückweg nach Ägypten setzte er Joahas als judäischen König ab und stattdessen den Bruder Jojakim als Vasallenkönig ein. Auch dieses Ereignis findet in der Bibel Erwähnung:
Die Besiegten zogen daraufhin zurück und ernannten einen anderen zum König, aber der Pharao Necho legte ihn ins Gefängnis in Ribla im Lande Hamat, damit er nicht mehr in Jerusalem regieren sollte, und legte eine Geldbuße aufs Land von hundert Zentnern Silber und einem Zentner Gold. Und der Pharao Necho setzte einen Herrscher seiner Wahl ein. Nach Nechos erstem Feldzug gehörte die Levante für etwa vier Jahre wieder zum ägyptischen Reich.

#### Dritter Feldzug

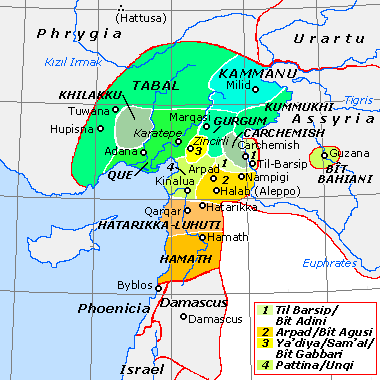
Lage von Kummuh

Ende des Jahres 607 v. Chr. eroberte der babylonische König Nabopolassar im Monat Kislimu (20. Novembergreg. bis 19. Dezembergreg.) die syrische Region Kummuḫ, die in der Nähe von Karkemiš lag. Anschließend stationierte er dort eine Garnison und kehrte im Februar 606 v. Chr. nach Babylon zurück. Necho II nutzte diese Gelegenheit und ließ das ägyptische Heer im Frühjahr 606 v. Chr. nach Kummuh vorrücken.
Im Spätsommer gelang es Necho II., die babylonische Armee nach einer viermonatigen Belagerung zu besiegen und Kummuh zurückzuerobern. Nabopolassar reagierte auf diese Niederlage im Oktober mit einem Vorstoß nach Quramatu. Von dort ließ er die syrischen Städte Šunadiri, Elammu und Dahammu plündern. Im Monat Šabatu (7. Januargreg. bis 6. Februargreg.) des Jahres 605 v. Chr. beendete Nabopolassar seinen Feldzug und zog wieder nach Babylon.

#### Vierter Feldzug

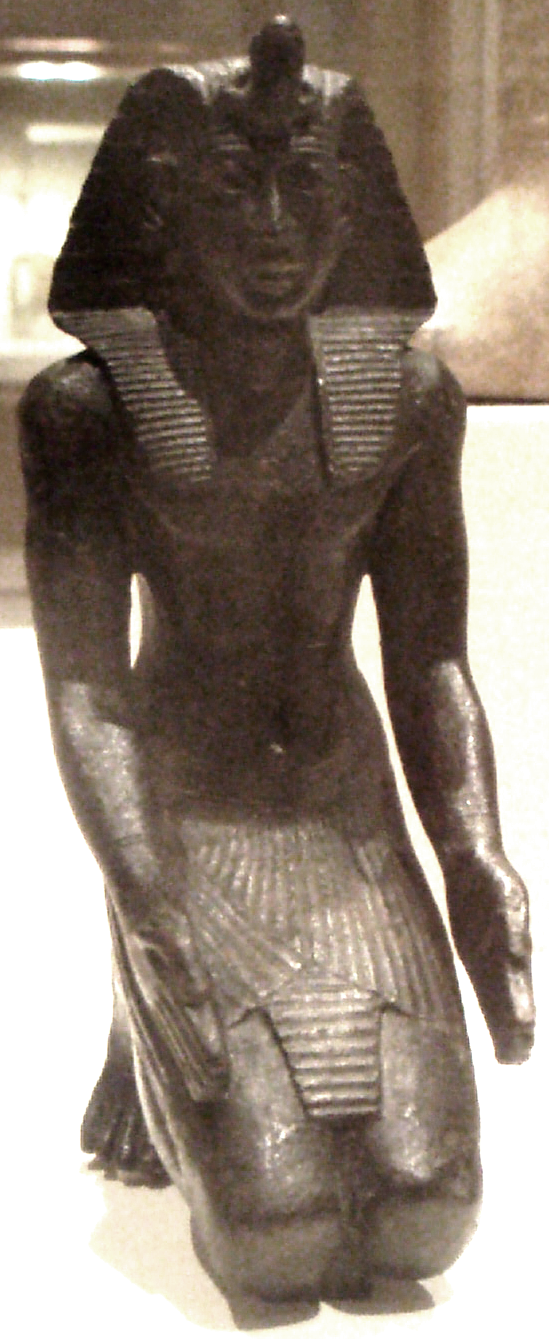
Bronze-Statuette, von welcher angenommen wird, dass sie Necho II. darstellt.

Necho II. ließ 605 v. Chr. das ägyptische Heer nach Nabopolassars Rückzug gegen die babylonische Garnison in Quaramatu vorrücken. Nabopolassar schickte daraufhin seinen Sohn und Nachfolger Nebukadnezar II. mit einem Heer in Richtung Quramatu, um die drohende Niederlage der babylonischen Truppen abzuwenden. Die Angaben der babylonischen Chronik ermöglichen eine genauere Datierung hinsichtlich der sich im Jahr 605 v. Chr. anschließenden Schlacht bei Karkemiš, die Necho II. verlor.
Nebukadnezar II. erhielt während der Verfolgung des flüchtenden ägyptischen Heeres in der Region Hama die Nachricht, dass sein Vater Nabopolassar am 8. Augustgreg. (8. Abu) verstorben war. Wegen der Thronfolgeregelung reiste Nebukadnezar II. nach Babylon zurück. Die Krönung wurde am 31. Augustgreg. (1. Ululu) vollzogen. Aufgrund dieser Angaben musste die Schlacht bei Karkemiš spätestens Anfang August schon entschieden gewesen sein. In der Folge verlor Ägypten zahlreiche Gebiete der östlichen Mittelmeerküste bis zum Wadi al-Arisch ohne weitere Kämpfe.
Im Buch Jeremia (Jer 46,2 ) wird die Niederlage Ägyptens auf das vierte Regierungsjahr des Jojakim datiert. Der hier siegreiche Nebukadnezar wird dabei bereits als König betituliert: Gegen das Heer des Pharao Necho, des Königs von Ägypten, das bei Karkemiš am Euphrat stand und das Nebukadnezar, König von Babel, geschlagen hat. Es war im vierten Jahr Jojakims, des Sohnes Josias, des Königs von Juda. In der babylonischen Chronik fällt der babylonische Erfolg in das 21. Regierungsjahr Nabopolassars, das gleichbedeutend mit dem Akzessionsjahr von Nebukadnezar II. (605 bis 604 v. Chr.) ist. Dessen erstes Regierungsjahr (604 bis 603 v. Chr.) begann erst am 25. Märzgreg. (1. Nisannu) des Jahres 604 v. Chr. Er war also zu dem Zeitpunkt noch Heerführer unter seinem Vater.

#### Fünfter Feldzug
Im Monat Kislimu (13. Novembergreg. bis 12. Dezembergreg.) des Jahres 601 v. Chr. zog Nebukadnezar II. nach Ägypten. In der sich anschließenden Schlacht gelang es Necho II. Anfang 600 v. Chr., ein weiteres Vordringen der Babylonier an der Ostgrenze Ägyptens aufzuhalten. Daraufhin wurde der Krieg zwischen dem neubabylonischen Reich und Ägypten beendet, das jedoch die Vorherrschaft im östlichen Mittelmeerraum verlor.

### Bautätigkeit
In den darauf folgenden vier Jahren wurde unter Nechos Regierung der Bau eines schiffbaren Kanals durch das Wadi Tumilat begonnen, um den Nil mit dem Roten Meer zu verbinden. Der erneut ausbrechende Krieg mit dem neubabylonischen Reich und übermäßig hohe Opferzahlen unter den Arbeitern (von 100.000 ist in den Quellen die Rede) erforderten eine Unterbrechung der Bauarbeiten. Das Vorhaben des Necho-Kanals wurde erst unter dem Perserkönig Dareios I. vollendet. Der Vorsteher der Tore der Fremdländer Horwedja berichtet in einer kurzen Biographie von der Erschaffung mehrerer Obelisken.

### Flottenpolitik
Die entstandene Friedensperiode wurde von Necho II. wieder für verschiedene Projekte genutzt, die den Ausbau der ägyptischen Seefahrt zum Ziel hatten. So initiierte er den Bau einer ägyptischen Hochseeflotte, deren Besatzungen hauptsächlich aus Griechen und Phöniziern bestanden. Er nutzte dabei die Erfahrung der Phönizier, die für vier Jahre unter seiner Herrschaft gestanden hatten. Diese Flotte stellte für die Babylonier keine wirkliche Gefahr dar.

### Erstumseglung Afrikas durch die Phönizier
Eine laut Herodot von Necho II. initiierte Leistung ist die überlieferte Erstumsegelung Afrikas durch phönizische Seefahrer zwischen 596 und 594 v. Chr. vom Roten Meer (dem Arabischen Golf) nach Süden und zurück über die Säulen des Herakles (gewöhnlich an der Straße von Gibraltar lokalisiert) nach Ägypten. Diese Fahrt ging ein in die frühe Entdeckungsgeschichte Afrikas. Das Ende dieser Fahrt erlebte Necho II. jedoch nicht mehr, da er 595 v. Chr. starb. Sein Sohn Psammetich II. trat seine Nachfolge an.

### Necho in der Astronomie
Der Mondkrater Necho ist nach ihm benannt.